# 福島有紀
福島 有紀（ふくしま ゆき、1976年8月4日 - ）は、関西地区を中心に活躍するフリーアナウンサー、ラジオパーソナリティ。兵庫県出身。関西学院大学社会学部卒業後、FM山陰アナウンサーを経てオフィスキイワードに所属。

## 出演

### 現在
- 松井愛のすこ〜し愛して♥ 火曜日（MBSラジオ）
  - 2019年11月5日から期間限定で放送される「愛とMARUKOの心と体がもっと輝く!」にモデルとして出演

### 過去
- チャチャラジオ（ラジオ関西）
- 人・ゆめ・未来大和川（ラジオ大阪、土曜日 10:30-11:00）
- ちょっと聞いてよ生リク中（MJTV)

以下はいずれも、ABCラジオ制作の番組
- 大平シロー、中邨雄二の笑たま（中継リポーター）
- 征平・吉弥の土曜も全開!!（中継リポーター）
- ABCラジオショッピング
  - 『全力投球!!妹尾和夫です』内（木曜日・金曜日、10:50頃・13:00頃）